# مت میسون
متیو استیون میسون (انگلیسی: Matthew Steven Maeson؛ زادهٔ ۱۷ ژانویهٔ ۱۹۹۳) خواننده-ترانه‌سرا و موسیقی‌دان اهل ایالات متحده آمریکا از ویرجینیا بیچ، ویرجینیا است. او با نئون گلد و آتلانتیک رکوردز قرارداد بسته‌است. میسون از سال ۲۰۱۶ میلادی تاکنون مشغول فعالیت بوده‌است.